# Juan Camilo Zúñiga
Juan Camilo Zúñiga Mosquera (pronuncia spagnola americana [ˈxwan kaˈmilo ˈsuɲiɣa mosˈkeɾa]; Chigorodó, 14 dicembre 1985) è un ex calciatore colombiano, di ruolo difensore o centrocampista.

## Caratteristiche tecniche
Giocatore veloce, energico, versatile e instancabile, Zúñiga era in grado di giocare in diverse posizioni lungo la fascia sinistra e veniva schierato come terzino d'attacco, come ala, e come esterno sinistro; pur essendo destro, poteva anche giocare a destra, ma da un punto di vista tattico, prediligeva la fascia sinistra, in quanto gli permetteva di superare gli avversari in situazioni uno contro uno e successivamente rientrare e tirare in porta con il piede più forte. Una volta considerato un possibile erede di Cafu, era principalmente noto per la sua velocità, forza, tecnica e capacità di dribbling, così come per la sua potente capacità di tiro da fuori area; queste caratteristiche lo rendevano una minaccia offensiva pericolosa e gli permettevano sia di segnare che di fornire assist ai compagni di squadra.

## Carriera

### Club

#### Nacional Medellín
Debutta nel calcio professionistico tra le file del Nacional Medellín, dove milita per sette stagioni vincendo 3 titoli nazionali e collezionando 123 presenze e 9 gol nei tornei nazionali, oltre ad altre 17 presenze nelle competizioni sudamericane per club.

#### Siena
Nell'estate 2008 viene acquistato per 3 milioni di euro dal Siena, club nel quale si mette in luce con ottime prestazioni, attirando l'interesse di diversi club. Colleziona complessivamente 28 presenze in campionato.

#### Napoli

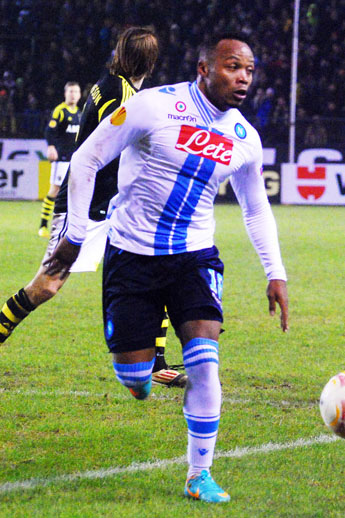
Zúñiga in azione con la maglia dei partenopei nel 2012.

Il 9 luglio 2009 viene acquistato a titolo definitivo dal Napoli, con cui firma un contratto fino al 2014. Esordisce con la maglia partenopea il 23 agosto 2009 nella prima di campionato contro il Palermo, subentrando a Jesús Dátolo. Chiude la prima stagione in maglia azzurra con 22 presenze, di cui 14 dal primo minuto.
Schierato all'occorrenza anche nel ruolo di esterno sinistro, il 20 febbraio 2011 realizza la prima rete in maglia azzurra e in Serie A, decidendo il match al San Paolo contro il Catania (1-0). Il 15 maggio 2011 realizza contro l'Inter il secondo gol in maglia azzurra siglando il definitivo 1-1, risultato che sancisce il ritorno del Napoli in UEFA Champions League dopo 21 anni dall'ultima partecipazione.
L'esordio nella massima competizione europea avviene il 14 settembre 2011 partendo dal primo minuto nella partita in trasferta contro il Manchester City, terminata 1-1. In questa stagione viene utilizzato stabilmente nel ruolo di esterno sinistro titolare nel 3-4-2-1 di Walter Mazzarri, cui si adatta proficuamente dopo qualche difficoltà iniziale a livello difensivo. Il 18 dicembre 2011, in occasione della partita contro il Genoa, segna da fuori area il gol del definitivo 6-1 per il Napoli, dedicato al figlio nato da poco.
Il 20 maggio 2012 vince il primo trofeo italiano, la Coppa Italia, disputando da titolare la vittoriosa finale di Roma contro la Juventus. Anche nella stagione seguente, conclusa dal Napoli al secondo posto in classifica, è il titolare sulla fascia sinistra, disputando complessivamente 40 partite tra campionato e coppe.
Nella stagione 2013-2014, sotto la guida del nuovo tecnico Rafael Benítez, arretra nel ruolo di terzino sinistro nel 4-2-3-1 del tecnico spagnolo. Il 1º ottobre 2013 firma il prolungamento del contratto fino al 2018. Il 21 ottobre si sottopone ad un intervento chirurgico per rimuovere una calcificazione al ginocchio destro. A dispetto dei tempi di recupero inizialmente previsti, stimati in 6-8 settimane, torna in campo dopo sei mesi e mezzo, l'11 maggio seguente, alla penultima di campionato sul campo della Sampdoria. Chiude la stagione con otto presenze complessive e vince la seconda Coppa Italia, sebbene non venga mai utilizzato nel corso della manifestazione. La stagione 2014-2015 è sulla falsariga della precedente: colleziona 7 presenze in campionato e 10 complessive in stagione.

#### I prestiti a Bologna, Watford e Atletico Nacional
Fuori dai piani tecnici del nuovo tecnico azzurro Maurizio Sarri, che non lo schiera mai in campo, il 13 gennaio 2016 passa in prestito al Bologna fino al termine della stagione, giocando 9 partite nella seconda metà del campionato.
Il 16 luglio 2016 passa agli inglesi del Watford con la medesima modalità, ritrovando l'allenatore Walter Mazzarri. Il 18 settembre segna il gol del 2-1 contro il Manchester United. Colleziona complessivamente 21 presenze (in gran parte a gara in corso) e una rete in Premier League.
A fine stagione non viene riscattato dal Watford, e rientra al Napoli rimanendo però fuori rosa.
Il 30 gennaio 2018 viene ufficializzata la sua cessione a titolo temporaneo per un anno (con opzione per il secondo) all'Atlético Nacional, squadra dove il colombiano era cresciuto, ritornando in madrepatria dopo ben 10 anni di permanenza in Europa.
Il 4 luglio 2018 annuncia il ritiro dall'attività agonistica, a causa dei perduranti problemi fisici.

### Nazionale

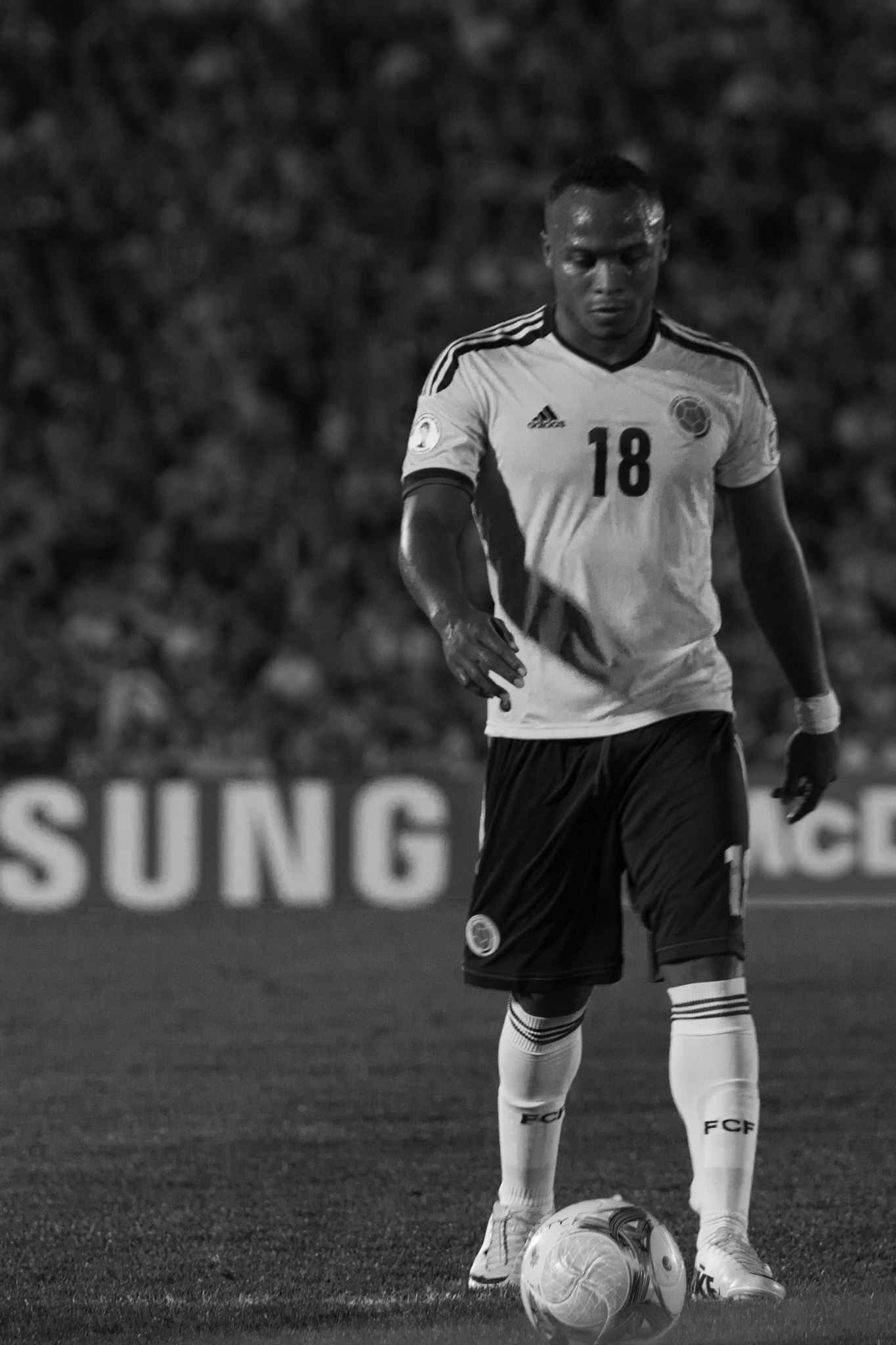
Zúñiga con la maglia della Nazionale colombiana.

Partecipa al Campionato mondiale di calcio Under-20 2005 con la selezione di categoria, eliminata agli ottavi dall'Argentina.
Esordisce in Nazionale maggiore il 9 marzo 2005 nell'amichevole contro gli Stati Uniti a Los Angeles, terminata 3-0 per gli americani. Partecipa alla Copa América 2007 e prende parte alle qualificazioni per la Coppa del Mondo FIFA 2010, cui i cafeteros non si qualificano. Disputa da titolare la Copa América 2011, nella quale la Colombia, dopo aver vinto il proprio girone, viene eliminata ai quarti di finale dal Perù cedendo 2-0 dopo i tempi supplementari.
Realizza la prima e unica rete il 7 settembre 2012 nel 4-0 ai danni dell'Uruguay, gara valida per le qualificazioni al Mondiale 2014, nelle quali colleziona dodici presenze contribuendo alla qualificazione alla fase finale della massima competizione internazionale, 16 anni dopo l'ultima partecipazione dei Cafeteros. Convocato per il Mondiale in Brasile, viene impiegato in 4 delle 5 gare della Colombia e contribuisce al raggiungimento dei quarti di finale della manifestazione per la prima volta nella storia della Nazionale. Durante la partita dei quarti, vinta per 2-1 dai padroni di casa del Brasile, Zuñiga frattura una vertebra con una ginocchiata a Neymar, una delle stelle dei Mondiali, costringendolo a saltare le partite successive.

## Statistiche

### Presenze e reti nei club
Statistiche aggiornate al 30 gennaio 2018.
| Stagione                 | Squadra                  | Campionato               | Campionato | Campionato | Coppe nazionali | Coppe nazionali | Coppe nazionali | Coppe continentali | Coppe continentali | Coppe continentali | Altre coppe | Altre coppe | Altre coppe | Totale | Totale |
| Stagione                 | Squadra                  | Comp                     | Pres       | Reti       | Comp            | Pres            | Reti            | Comp               | Pres               | Reti               | Comp        | Pres        | Reti        | Pres   | Reti   |
| ------------------------ | ------------------------ | ------------------------ | ---------- | ---------- | --------------- | --------------- | --------------- | ------------------ | ------------------ | ------------------ | ----------- | ----------- | ----------- | ------ | ------ |
| 2002                     | Atlético Nacional        | PD                       | 4          | 0          | -               | -               | -               | CS                 | 0                  | 0                  | -           | -           | -           | 4      | 0      |
| 2003                     | Atlético Nacional        | PD                       | 1          | 0          | -               | -               | -               | CS                 | 0                  | 0                  | -           | -           | -           | 1      | 0      |
| 2004                     | Atlético Nacional        | PD                       | 23         | 0          | -               | -               | -               | -                  | -                  | -                  | -           | -           | -           | 23     | 0      |
| 2005                     | Atlético Nacional        | PD                       | 23         | 2          | -               | -               | -               | CS                 | 5                  | 0                  | -           | -           | -           | 28     | 2      |
| 2006                     | Atlético Nacional        | PD                       | 24         | 1          | -               | -               | -               | CL                 | 0                  | 0                  | -           | -           | -           | 24     | 1      |
| 2007                     | Atlético Nacional        | PD                       | 34         | 4          | -               | -               | -               | CS                 | 4                  | 0                  | -           | -           | -           | 38     | 4      |
| 2008                     | Atlético Nacional        | PD                       | 14         | 2          | -               | -               | -               | CL                 | 8                  | 0                  | -           | -           | -           | 22     | 2      |
| 2008-2009                | Siena                    | A                        | 28         | 0          | CI              | 1               | 0               | -                  | -                  | -                  | -           | -           | -           | 29     | 0      |
| 2009-2010                | Napoli                   | A                        | 22         | 0          | CI              | 2               | 0               | -                  | -                  | -                  | -           | -           | -           | 24     | 0      |
| 2010-2011                | Napoli                   | A                        | 27         | 2          | CI              | 2               | 0               | UEL                | 8                  | 0                  | -           | -           | -           | 37     | 2      |
| 2011-2012                | Napoli                   | A                        | 31         | 2          | CI              | 5               | 0               | UCL                | 7                  | 0                  | -           | -           | -           | 43     | 2      |
| 2012-2013                | Napoli                   | A                        | 32         | 0          | CI              | 1               | 0               | UEL                | 6                  | 0                  | SI          | 1           | 0           | 40     | 0      |
| 2013-2014                | Napoli                   | A                        | 6          | 0          | CI              | 0               | 0               | UCL+UEL            | 2+0                | 0                  | -           | -           | -           | 8      | 0      |
| 2014-2015                | Napoli                   | A                        | 7          | 0          | CI              | 0               | 0               | UCL+UEL            | 0+3                | 0                  | SI          | 0           | 0           | 10     | 0      |
| 2015-gen. 2016           | Napoli                   | A                        | 0          | 0          | CI              | 0               | 0               | UEL                | 0                  | 0                  | -           | -           | -           | 0      | 0      |
| gen.-giu. 2016           | Bologna                  | A                        | 9          | 0          | CI              | -               | -               | -                  | -                  | -                  | -           | -           | -           | 9      | 0      |
| 2016-2017                | Watford                  | PL                       | 21         | 1          | CdL             | 1               | 0               | -                  | -                  | -                  | -           | -           | -           | 22     | 1      |
| 2017-gen. 2018           | Napoli                   | A                        | 0          | 0          | CI              | 0               | 0               | UCL+UEL            | 0+0                | 0+0                | -           | -           | -           | 0      | 0      |
| Totale Napoli            | Totale Napoli            | Totale Napoli            | 125        | 4          |                 | 10              | 0               |                    | 26                 | 0                  |             | 1           | 0           | 162    | 4      |
| 2018                     | Atlético Nacional        | PD                       | 0          | 0          | CC              | 0               | 0               | CL                 | 0                  | 0                  | -           | -           | -           | 0      | 0      |
| Totale Atlético Nacional | Totale Atlético Nacional | Totale Atlético Nacional | 123        | 9          |                 | -               | -               |                    | 17                 | 0                  |             | -           | -           | 140    | 9      |
| Totale carriera          | Totale carriera          | Totale carriera          | 306        | 14         |                 | 12              | 0               |                    | 43                 | 0                  |             | 1           | 0           | 362    | 14     |

### Cronologia presenze e reti in Nazionale
| Cronologia completa delle presenze e delle reti in nazionale ― Colombia | Cronologia completa delle presenze e delle reti in nazionale ― Colombia | Cronologia completa delle presenze e delle reti in nazionale ― Colombia | Cronologia completa delle presenze e delle reti in nazionale ― Colombia | Cronologia completa delle presenze e delle reti in nazionale ― Colombia | Cronologia completa delle presenze e delle reti in nazionale ― Colombia | Cronologia completa delle presenze e delle reti in nazionale ― Colombia | Cronologia completa delle presenze e delle reti in nazionale ― Colombia |
| Data                                                                    | Città                                                                   | In casa                                                                 | Risultato                                                               | Ospiti                                                                  | Competizione                                                            | Reti                                                                    | Note                                                                    |
| ----------------------------------------------------------------------- | ----------------------------------------------------------------------- | ----------------------------------------------------------------------- | ----------------------------------------------------------------------- | ----------------------------------------------------------------------- | ----------------------------------------------------------------------- | ----------------------------------------------------------------------- | ----------------------------------------------------------------------- |
| 9-3-2005                                                                | Los Angeles                                                             | Stati Uniti                                                             | 3 – 0                                                                   | Colombia                                                                | Amichevole                                                              | -                                                                       | 46’                                                                     |
| 5-7-2007                                                                | Barquisimeto                                                            | Stati Uniti                                                             | 0 – 1                                                                   | Colombia                                                                | Coppa America 2007 - 1º turno                                           | -                                                                       |                                                                         |
| 14-10-2007                                                              | Bogotà                                                                  | Colombia                                                                | 0 – 0                                                                   | Brasile                                                                 | Qual. Mondiali 2010                                                     | -                                                                       |                                                                         |
| 17-10-2007                                                              | La Paz                                                                  | Bolivia                                                                 | 0 – 0                                                                   | Colombia                                                                | Qual. Mondiali 2010                                                     | -                                                                       |                                                                         |
| 6-2-2008                                                                | Montevideo                                                              | Uruguay                                                                 | 2 – 2                                                                   | Colombia                                                                | Amichevole                                                              | -                                                                       |                                                                         |
| 26-3-2008                                                               | Fort Lauderdale                                                         | Honduras                                                                | 2 – 1                                                                   | Colombia                                                                | Amichevole                                                              | -                                                                       | 46’                                                                     |
| 14-6-2008                                                               | Lima                                                                    | Perù                                                                    | 1 – 1                                                                   | Colombia                                                                | Qual. Mondiali 2010                                                     | -                                                                       |                                                                         |
| 18-6-2008                                                               | Quito                                                                   | Ecuador                                                                 | 0 – 0                                                                   | Colombia                                                                | Qual. Mondiali 2010                                                     | -                                                                       |                                                                         |
| 20-8-2008                                                               | New York                                                                | Colombia                                                                | 0 – 1                                                                   | Ecuador                                                                 | Amichevole                                                              | -                                                                       |                                                                         |
| 6-9-2008                                                                | Bogotà                                                                  | Colombia                                                                | 0 – 1                                                                   | Uruguay                                                                 | Qual. Mondiali 2010                                                     | -                                                                       |                                                                         |
| 10-9-2008                                                               | Santiago del Cile                                                       | Cile                                                                    | 4 – 0                                                                   | Colombia                                                                | Qual. Mondiali 2010                                                     | -                                                                       |                                                                         |
| 11-10-2008                                                              | Bogotà                                                                  | Colombia                                                                | 0 – 1                                                                   | Paraguay                                                                | Qual. Mondiali 2010                                                     | -                                                                       |                                                                         |
| 15-10-2008                                                              | Rio de Janeiro                                                          | Brasile                                                                 | 0 – 0                                                                   | Colombia                                                                | Qual. Mondiali 2010                                                     | -                                                                       |                                                                         |
| 19-11-2008                                                              | Cali                                                                    | Colombia                                                                | 1 – 0                                                                   | Nigeria                                                                 | Amichevole                                                              | -                                                                       |                                                                         |
| 11-2-2009                                                               | Pereira                                                                 | Colombia                                                                | 2 – 0                                                                   | Haiti                                                                   | Amichevole                                                              | -                                                                       |                                                                         |
| 28-3-2009                                                               | Bogotà                                                                  | Colombia                                                                | 2 – 0                                                                   | Bolivia                                                                 | Qual. Mondiali 2010                                                     | -                                                                       |                                                                         |
| 31-3-2009                                                               | Puerto Ordaz                                                            | Venezuela                                                               | 2 – 0                                                                   | Colombia                                                                | Qual. Mondiali 2010                                                     | -                                                                       |                                                                         |
| 6-6-2009                                                                | Buenos Aires                                                            | Argentina                                                               | 1 – 0                                                                   | Colombia                                                                | Qual. Mondiali 2010                                                     | -                                                                       |                                                                         |
| 10-6-2009                                                               | Medellín                                                                | Colombia                                                                | 1 – 0                                                                   | Perù                                                                    | Qual. Mondiali 2010                                                     | -                                                                       |                                                                         |
| 5-9-2009                                                                | Medellín                                                                | Colombia                                                                | 2 – 0                                                                   | Ecuador                                                                 | Qual. Mondiali 2010                                                     | -                                                                       |                                                                         |
| 10-10-2009                                                              | Medellín                                                                | Colombia                                                                | 2 – 4                                                                   | Cile                                                                    | Qual. Mondiali 2010                                                     | -                                                                       | 81’                                                                     |
| 27-5-2010                                                               | Johannesburg                                                            | Sudafrica                                                               | 2 – 1                                                                   | Colombia                                                                | Amichevole                                                              | -                                                                       | 39’                                                                     |
| 3-9-2010                                                                | Puerto La Cruz                                                          | Venezuela                                                               | 0 – 2                                                                   | Colombia                                                                | Amichevole                                                              | -                                                                       |                                                                         |
| 7-9-2010                                                                | Monterrey                                                               | Messico                                                                 | 1 – 0                                                                   | Colombia                                                                | Amichevole                                                              | -                                                                       |                                                                         |
| 8-10-2010                                                               | New York                                                                | Ecuador                                                                 | 0 – 1                                                                   | Colombia                                                                | Amichevole                                                              | -                                                                       |                                                                         |
| 12-10-2010                                                              | Filadelfia                                                              | Stati Uniti                                                             | 0 – 0                                                                   | Colombia                                                                | Amichevole                                                              | -                                                                       |                                                                         |
| 9-2-2011                                                                | Madrid                                                                  | Spagna                                                                  | 1 – 0                                                                   | Colombia                                                                | Amichevole                                                              | -                                                                       |                                                                         |
| 26-3-2011                                                               | Madrid                                                                  | Ecuador                                                                 | 0 – 2                                                                   | Colombia                                                                | Amichevole                                                              | -                                                                       |                                                                         |
| 29-3-2011                                                               | L'Aia                                                                   | Cile                                                                    | 2 – 0                                                                   | Colombia                                                                | Amichevole                                                              | -                                                                       |                                                                         |
| 25-6-2011                                                               | Medellín                                                                | Colombia                                                                | 2 – 0                                                                   | Senegal                                                                 | Amichevole                                                              | -                                                                       |                                                                         |
| 2-7-2011                                                                | San Salvador de Jujuy                                                   | Colombia                                                                | 1 – 0                                                                   | Costa Rica                                                              | Coppa America 2011 - 1º turno                                           | -                                                                       | 54’                                                                     |
| 6-7-2011                                                                | Santa Fe                                                                | Argentina                                                               | 0 – 0                                                                   | Colombia                                                                | Coppa America 2011 - 1º turno                                           | -                                                                       |                                                                         |
| 10-7-2011                                                               | Santa Fe                                                                | Colombia                                                                | 2 – 0                                                                   | Bolivia                                                                 | Coppa America 2011 - 1º turno                                           | -                                                                       |                                                                         |
| 16-7-2011                                                               | Córdoba                                                                 | Colombia                                                                | 0 – 2 dts                                                               | Perù                                                                    | Coppa America 2011 - Quarti di finale                                   | -                                                                       |                                                                         |
| 3-9-2011                                                                | Harrison                                                                | Honduras                                                                | 0 – 2                                                                   | Colombia                                                                | Amichevole                                                              | -                                                                       |                                                                         |
| 6-9-2011                                                                | Fort Lauderdale                                                         | Giamaica                                                                | 0 – 2                                                                   | Colombia                                                                | Amichevole                                                              | -                                                                       |                                                                         |
| 11-10-2011                                                              | La Paz                                                                  | Bolivia                                                                 | 1 – 2                                                                   | Colombia                                                                | Qual. Mondiali 2014                                                     | -                                                                       |                                                                         |
| 15-11-2011                                                              | Barranquilla                                                            | Colombia                                                                | 1 – 2                                                                   | Argentina                                                               | Qual. Mondiali 2014                                                     | -                                                                       |                                                                         |
| 29-2-2012                                                               | Miami                                                                   | Messico                                                                 | 0 – 2                                                                   | Colombia                                                                | Amichevole                                                              | -                                                                       |                                                                         |
| 10-6-2012                                                               | Quito                                                                   | Ecuador                                                                 | 1 – 0                                                                   | Colombia                                                                | Qual. Mondiali 2014                                                     | -                                                                       |                                                                         |
| 7-9-2012                                                                | Barranquilla                                                            | Colombia                                                                | 4 – 0                                                                   | Uruguay                                                                 | Qual. Mondiali 2014                                                     | 1                                                                       |                                                                         |
| 11-9-2012                                                               | Santiago del Cile                                                       | Cile                                                                    | 1 – 3                                                                   | Colombia                                                                | Qual. Mondiali 2014                                                     | -                                                                       |                                                                         |
| 12-10-2012                                                              | Barranquilla                                                            | Colombia                                                                | 2 – 0                                                                   | Paraguay                                                                | Qual. Mondiali 2014                                                     | -                                                                       |                                                                         |
| 6-2-2013                                                                | Miami                                                                   | Guatemala                                                               | 1 – 4                                                                   | Colombia                                                                | Amichevole                                                              | -                                                                       |                                                                         |
| 22-3-2013                                                               | Barranquilla                                                            | Colombia                                                                | 5 – 0                                                                   | Bolivia                                                                 | Qual. Mondiali 2014                                                     | -                                                                       |                                                                         |
| 26-3-2013                                                               | Puerto Ordaz                                                            | Venezuela                                                               | 1 – 0                                                                   | Colombia                                                                | Qual. Mondiali 2014                                                     | -                                                                       |                                                                         |
| 7-6-2013                                                                | Buenos Aires                                                            | Argentina                                                               | 0 – 0                                                                   | Colombia                                                                | Qual. Mondiali 2014                                                     | -                                                                       |                                                                         |
| 11-6-2013                                                               | Barranquilla                                                            | Colombia                                                                | 2 – 0                                                                   | Perù                                                                    | Qual. Mondiali 2014                                                     | -                                                                       |                                                                         |
| 14-8-2013                                                               | Barcellona                                                              | Colombia                                                                | 1 – 0                                                                   | Serbia                                                                  | Amichevole                                                              | -                                                                       |                                                                         |
| 6-9-2013                                                                | Barranquilla                                                            | Colombia                                                                | 1 – 0                                                                   | Ecuador                                                                 | Qual. Mondiali 2014                                                     | -                                                                       |                                                                         |
| 10-9-2013                                                               | Montevideo                                                              | Uruguay                                                                 | 2 – 0                                                                   | Colombia                                                                | Qual. Mondiali 2014                                                     | -                                                                       |                                                                         |
| 31-5-2014                                                               | Buenos Aires                                                            | Colombia                                                                | 2 – 2                                                                   | Senegal                                                                 | Amichevole                                                              | -                                                                       |                                                                         |
| 6-6-2014                                                                | Buenos Aires                                                            | Colombia                                                                | 3 – 0                                                                   | Giordania                                                               | Amichevole                                                              | -                                                                       |                                                                         |
| 14-6-2014                                                               | Belo Horizonte                                                          | Colombia                                                                | 3 – 0                                                                   | Grecia                                                                  | Mondiali 2014 - 1º turno                                                | -                                                                       |                                                                         |
| 19-6-2014                                                               | Brasilia                                                                | Colombia                                                                | 2 – 1                                                                   | Costa d'Avorio                                                          | Mondiali 2014 - 1º turno                                                | -                                                                       |                                                                         |
| 28-6-2014                                                               | Rio de Janeiro                                                          | Colombia                                                                | 2 – 0                                                                   | Uruguay                                                                 | Mondiali 2014 - Ottavi di finale                                        | -                                                                       |                                                                         |
| 4-7-2014                                                                | Fortaleza                                                               | Brasile                                                                 | 2 – 1                                                                   | Colombia                                                                | Mondiali 2014 - Quarti di finale                                        | -                                                                       |                                                                         |
| 5-9-2014                                                                | Miami                                                                   | Brasile                                                                 | 1 – 0                                                                   | Colombia                                                                | Amichevole                                                              | -                                                                       |                                                                         |
| 14-10-2014                                                              | New Jersey                                                              | Canada                                                                  | 0 – 1                                                                   | Colombia                                                                | Amichevole                                                              | -                                                                       |                                                                         |
| 6-6-2015                                                                | Buenos Aires                                                            | Colombia                                                                | 1 – 0                                                                   | Costa Rica                                                              | Amichevole                                                              | -                                                                       | 46’                                                                     |
| 14-6-2015                                                               | Rancagua                                                                | Colombia                                                                | 0 – 1                                                                   | Venezuela                                                               | Coppa America 2015 - 1º turno                                           | -                                                                       |                                                                         |
| 17-6-2015                                                               | Santiago del Cile                                                       | Brasile                                                                 | 0 – 1                                                                   | Colombia                                                                | Coppa America 2015 - 1º turno                                           | -                                                                       |                                                                         |
| 26-6-2015                                                               | Viña del Mar                                                            | Argentina                                                               | 0 – 0 (5 – 4 dtr)                                                       | Colombia                                                                | Coppa America 2015 - Quarti di finale                                   | -                                                                       |                                                                         |
| Totale                                                                  |                                                                         | Presenze                                                                | 62                                                                      |                                                                         | Reti                                                                    | 1                                                                       |                                                                         |

## Palmarès

### Club
- Campionato colombiano: 3

Atlético Nacional: Apertura 2005, Apertura 2007, Clausura 2007
- Coppa Italia: 2

Napoli: 2011-2012, 2013-2014
- Supercoppa italiana: 1

Napoli: 2014
- Copa Colombia: 1

Atlético Nacional: 2018

### Nazionale
- Campionato sudamericano Under-20: 1

2005